# Cybianthus parasiticus
Cybianthus parasiticus är en viveväxtart som först beskrevs av Swartz, och fick sitt nu gällande namn av J.J. Pipoly. Cybianthus parasiticus ingår i släktet Cybianthus, och familjen viveväxter. Inga underarter finns listade i Catalogue of Life.